# Сълп (Кичевско)
 Тази статия е за селото в Кичевско.  За селото във Велешко вижте Сълп.  
Сълп (на македонска литературна норма: С'лп) е историческо село в Северна Македония, в община Кичево.

## География
Селото е било разположено в областта Преку Турла, в едноименния проход Турла на пътя от Кичево за Цер. На юг от селото е Сълпското поле, а на запад – Сълпската кория.

## История
Селото в обширните османски дефтери е регистрирано като Солб. В 1468 година са преброени 20 семейства и 2 неженени лица или 102 жители. Преброяването от 1481 година показва в Солб 29 християнски семейства или над 140 жители. В преброяването от 1545 година са регистрирани 34 семейства и 3 неженени лица или над 170 жители. В 1569 година броят на семействата пада на 16 и също толкова неженени лица тоест вдовици. Така в селото живеят около 100 лица или с около 70 по-малко от предходното преброяване.
Според „Кичево в миналото си и сега“ Сълп е заселено от арнаути дошли от Полога в XVIII век.
Според статистиката на Васил Кънчов („Македония. Етнография и статистика“) към 1900 година в Сълпъ живеят 220 арнаути мохамедани.
На Етнографската карта на Битолския вилает на Картографския институт в София от 1901 година С'лп (Сатеска)  е чисто албанско село в Кичевската каза на Битолския санджак с 60 къщи.
Томо Смилянич пише в труда си „Кичевия“:
| „ | Селото Солп е унищожено във войните 1912-1918 година. Тука са били населени арбанаси, които унищожили по-ранното сръбско селище Руен. Смята се, че това се е случило в 1876 или 1879 година. Арбанасите са „пазили“ превала Преку Турла и убивали и ограбвали пътниците. | “ |

Според Йован Трифуноски след унищожаването на селото в 1913 година, 11 семейства се заселват в Кичево, а оттам в Лисичани.